# Детграйнд
Детграйнд е музикален стил, който смесва грайндкор и дет метъл. Списание Zero Tolerance описва стила като: „грайдкор и брутален дет метъл едновременно“.

## Групи
Abaddon Incarnate, Aborted, Anal Cunt, Asesino, Assück, Carcass, Dead Infection, Haemorrhage, Napalm Death, Prostitute Disfigurement, Success Will Write Apocalypse Across the Sky, Terrorizer.
|  | Тази страница частично или изцяло представлява превод на страницата Deathgrind в Уикипедия на английски. Оригиналният текст, както и този превод, са защитени от Лиценза „Криейтив Комънс – Признание – Споделяне на споделеното“, а за съдържание, създадено преди юни 2009 година – от Лиценза за свободна документация на ГНУ. Прегледайте историята на редакциите на оригиналната страница, както и на преводната страница, за да видите списъка на съавторите. ВАЖНО: Този шаблон се отнася единствено до авторските права върху съдържанието на статията. Добавянето му не отменя изискването да се посочват конкретни източници на твърденията, които да бъдат благонадеждни. |